# سمنة الغياض
سُمنَة الغِياض هي إحدى أنواع العُصفوريَّات الأمريكيَّة الشماليَّة، وهي شديدة الارتباط بأنواع أخرى من السُمَّان من شاكلة أبو الحناء الأمريكي، ومن أكثرها شيوعًا في أمريكا الشماليَّة. سُمنة الغياض نوعٌ قاطع يشتو في جنوبي موطنه بأمريكا الوسطى وجنوب المكسيك. اتُخذت هذه الطيور رمزًا لمُقاطعة كولومبيا، ويُصنِّفها الاتحاد العالمي للحفاظ على الطبيعة كأنواعٍ غير مُهددة على الإطلاق.
سُمنَة الغِياض نوعٌ متوسط الحجم من السمَّان، القسم العلوي من جسدها بُني بالكامل، والسُفلي أبيض مُرقط برُقطٍ بُنيَّة. الذكر والأنثى شديدا الشبه ببعضهما، وللذكر تغريدٌ رخيمٌ عذب ذو عِبارات عالية تُشبه صوت الناي تُعتبر أجمل تغريدات الطيور الأمريكيَّة الشماليَّة.
سُمنَة الغِياض طائرٌ قارت (آكل لكل شيء) يقتات بشكلٍ رئيسيّ على اللافقاريَّات واليرقات قاطنة التربة، كما تأكل الفاكهة كذلك الأمر. وفي الصيف تقتات على الحشرات بشكلٍ مُستمر لتؤمن كفايتها من الغذاء المُنتج للأيض.
طيورٌ انفراديَّة، تعيش أحيانًا في أسراب مُختلطة مع أنواع أخرى. سُمان الغياض طيورٌ مناطقيَّة يسيطر الزوج منها على حوز تتراوح مساحته بين 800 إلى 28,000 متر مُربَّع، وهي أحاديَّة التزاوج، أي أنَّ الفرد منها يكتفي بشريكٍ واحد طيلة حياته؛ يبدأ موسم تفريخها خلال فصل الربيع، وحوالي 50% من الأزواج المُفرخة تتمكن من إنتاج فقستين خلال السنة، يتراوح عدد الفراخ في الفقسة الواحدة بين فرخين إلى 4 فراخ.

## التصنيف

### تأثيل
هذه السُمَّان هي الوحيدة المُمثلة لجنسها (Hylocichla)، وقد وُصفت وصفًا علميًّا للمرَّة الأولى من قِبل العالم الألماني يوهان فريدريش گملين في سنة 1789. اسم جنسها عِبارة عن ترجمة لاسمها المألوف، المُشتق من الكلمتين اليونانيتين ύλη «هيلي» بمعنى «حرج» أو «غابة» وκιχλη «سيشليه» بمعنى «سُمنة» أو «سُمنة الحقول». أمَّا اسم النوع فيأتي من اللاتينيَّة mustela بمعنى «ابن عرس».

### أنواعٌ مُشابهة
هذه السُمَّان شديدة الارتباط بغيرها من السُمَّنات الأمريكيَّة النمطيَّة المُنتمية لجنس Catharus، حتى أنَّ بعض العُلماء يدمجونها ضمنه. تُعتبر الأنواع المُهاجرة من هذا الجنس الأقرب إليها، أمَّا الأبعد فهي الأنواع الهزاريَّة المُقيمة، على أنَّ هذا الاعتقاد يبدو خاطئًا. يبدو أنَّ سُمنة الغِياض وثيقة الارتباط أيضًا بالسُّمنات النمطيَّة الضخمة، من شاكلة أبو الحناء الأمريكي.

## الوصف

### القدّ

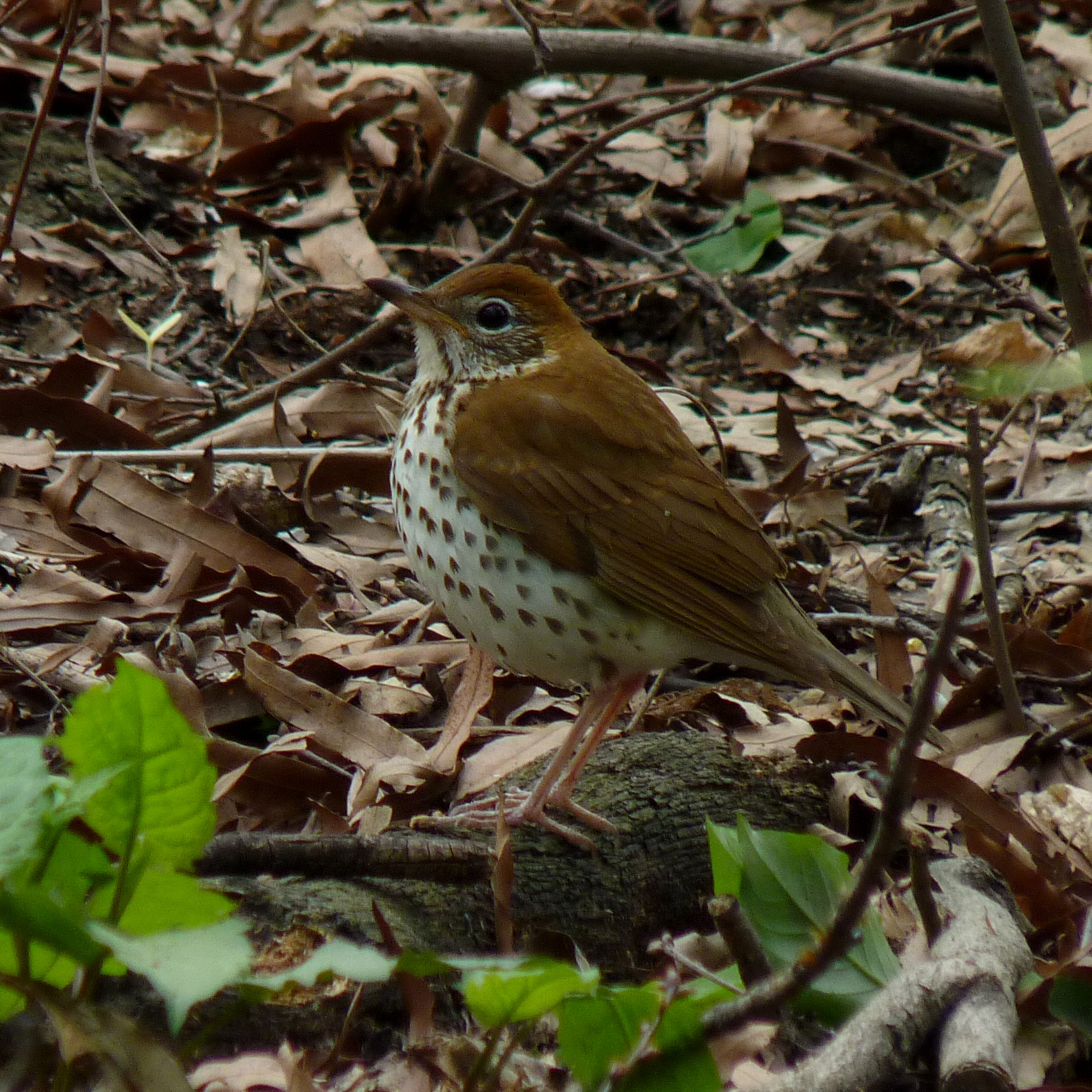
طائرٌ من سنترال پارك في مدينة نيويورك.

يتراوح طول سُمنة الغِياض البالغة بين 18 و21.5 سنتيمترات (7.1 إلى 8.5 إنشات)، ويتراوح باع جناحيها بين 30 إلى 40 سنتيمتر (12 إلى 16 إنشًا)، أمَّا زنتها فتتراوح بين 48 إلى 72 غرام (1.7 إلى 2.5 أونصات). من المقاييس الأخرى: قطر الجناح الذي يتراوح بين 9.6 إلى 11.6 سنتيمترات (3.8 إلى 4.6 إنشات)، والمنقار الذي يتراوح بين 1.6 إلى 2 سنتيمتر (0.63 إلى 0.79 إنش)، والرصغ المتراوح بين 2.8 إلى 3.3 سنتيمترات (1.1 إلى 1.3 إنشات). تختلف عن السُمنات النمطيَّة بأنها أكبر حجمًا، غير أنها تقل عن أبو الحناء الأوروبي بعض الشيء. بلغ أقصى أمد حياة موثق لطائرٍ بري 8 سنوات و11 شهرًا.

### الكِسوة
يتخذ التاج، وقفا العنق، وأعلى الظهر، لونًا بُنيًّا قرفيًّا، أما مؤخرة الجناحين والذيل فبُنيَّة كامدة. الصدر والبطن أبيضان، وتظهر بُقع بُنيَّة كبيرة على الصدر والجوانب والخاصرتين. تحيط بالعينان حلقتان بيضاء اللون، أمَّا القوائم فورديَّة. بعض الأفراد من هذا النوع تتمتع ببقعٍ بُنيَّة أكثر زهوًّا من غيرها على صدرها. تتشابه الفراخ اليافعة مع البوالغ، لكنها تتمتع ببقعٍ إضافيَّة على ظهرها، وعنقها، وكواسي أجنحتها. يتشابه كلًا من الذكر والأنثى في الحجم ولون الكِسوة.

### الأصوات
قيل بأنَّ سُمنة الغِياض تتمتع بأحد أجمل تغريدات الطيور الأمريكيَّة الشماليَّة. كتب عالم الطبيعة الأمريكي هنري ديڤيد ثورو يقول:
ما أن يسمعها شخص حتى يستعيد شبابه، وتُزهر الطبيعة وتظهر بحلَّة الربيع؛ ما أن يسمعها المرء، حتى يشعر أنه حلَّ في عالمٍ جديد وفي بلدٍ حرّ مُستقل، وأنَّ أبواب الجنَّة تبقى مشرَّعة في وجهه دومًا.
الأنثى لا تُغرِّد في العادة، أمَّا الذكر فيتمتع بتغريد مميز ذو مقاطع ثلاثة. المقطع الأوَّل غير مسموع في العادة، إلّا إن كان المُستمع قريبًا، ويتراوح عدد النغمات فيه من اثنين إلى ستَّة نغمات خفيضة تبدو وكأنها «بِت - بِت - بِت». المقطع الأوسط مُرتفع، والثالث عِبارة عن نغمة باطنيَّة زغرديَّة غير مُتناغمة، يُصدرها الطائر سريعًا وبشكلٍ مُتداخل.
الذكر قادرٌ على إصدار نغمتين في وقتٍ واحد، الأمر الذي يجعل تغريده أثيريًّا شبيهًا بصوت الناي. يتمتع كل طائر بذخيرته الخاصَّة من التغريدات، تختلف كل منها في طبقتها وتنتهي بترجيع خلفي خفيض، لكنها تبقى كلها مشتقة من المقاطع الثلاثة المألوفة عند النوع، وغالبًا ما يُكرر الطائر تغريدته مرارًا. نداءُ «بِت - بِت - بِت» السريع يُستخدمُ أحيانًا كنداء إنذار، يعلو وتزداد حدته كُلَّما ازداد توتر الطائر. كذلك تُصدر هذه السُمَّان صوتًا آخرًا «توت - توت - توت» لإنذاء أخواتها في حال شعورها بالخطر. نداء الطيران الليليّ عِبارة عن أزيزٍ لافت للنظر.

## الانتشار

### الموطن
يمتد نطاق موطن سُمنة الغِياض من مانيتوبا، وأونتاريو، وسكوشا الجديدة (نوڤا سكوشا) في جنوب كندا شمالًا، حتى شمال ولاية فلوريدا الأمريكيَّة جنوبًا، ومن ساحل المحيط الأطلسي شرقًا حتى نهر ميزوري والسهول الكبرى الشرقيَّة غربًا. تشتو الطيور في جنوب المكسيك وما يلية من المناطق وصولًا إلى پنما في أمريكا الوسطى، وغالبًا ما تُفضّل الأراضي الواطئة على طول ساحليّ المحيطين الأطلسي والهادئ. تظهرُ ذكور سُمَّان الغِياض أولًا في جنوبي الولايات المتحدة، وبالتحديد في ساحل خليج المكسيك خلال الأسابيع الأخيرة من شهر مارس أو الأولى من شهر أبريل. تبدأ الهجرة الخريفيَّة عادةً خلال أواسط شهر أغسطس وتستمر حتى أواسط سبتمبر، وتحصل الهجرة خلال الليل، الأمر الذي يسمح للطيور أن تستعين بخارطة النجوم وحقل الأرض المغناطيسي حتى تصل إلى وجهتها.

### الموائل الطبيعيَّة

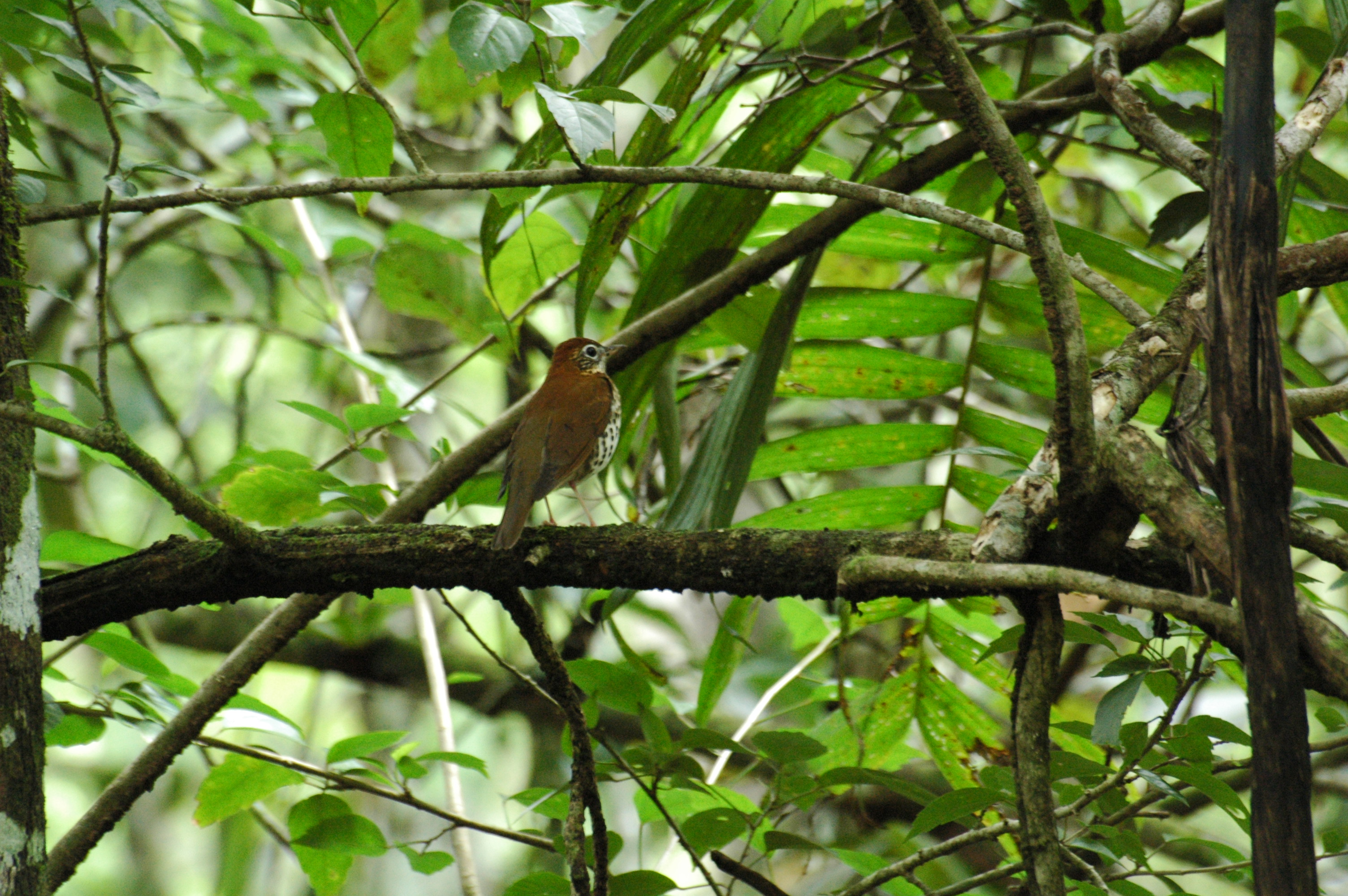
طائرٌ جاثم بين الدق الشجري الكثيف.

تُفضّل سمَّان الغِياض التفريخ في الغابات النفضيَّة والمُختلطة، كما تُحبّذ السكن في السُّفوح الشجراء ذات الغطاء الدغلي الكثيف. اكتشف الباحث روبرت بارتين أنَّ هذه الطيور تُفضِّلُ الموائل الطبيعيَّة حيث المياه الجارية (جداول وينابيع)، والأراضي الرطبة، والغطاء النباتي التحتي. يشتمل موئل التفريخ في العادة على أشجارٍ يفوق ارتفاعها 16 مترًا (52 قدمًا)، وأراضٍ غابيَّة مكشوفة، وتربةٍ رطبة، وأوراق أشجار يابسة، ويبدو أنَّ التربة الرطبة هي الركيزة الأساسيَّة التي تعتمدها الطيور في انتقاء موئلها الطبيعي بدلًا من الظلَّة الشجريَّة أو المياه الجارية. يُمكنُ لهذه السُمَّان أن تُفرخ في موائل فائقة الصِّغر من شاكلة الرقع الغابويَّة التي تصل مساحتها إلى 0.4 هكتارات (0.99 فدَّانًا)، لكنها تُجازف بتعرضها للافتراس بشكلٍ أكبر وبتعرَّض أعشاشها للتطفل. امتد موطن تفريخ سُمَّان الغياض ليشمل في الوقت الحالي بضعة مناطق إضافية تقع شمال موطنها الأصلي، مُستبدلةً سُمنة الصفصاف والسُّمنة الناسكة في بعض المناطق. أظهرت الأبحاث أنَّ نسبة تعرّض أعشاش هذه الطيور للتطفل من قِبل شحارير البقر بُنيَّة الرأس قد ارتفع في الآونة الأخيرة بسبب تجزئة الغابات وتدمير موائلها الطبيعيَّة في القسم الجنوبي من موطنها.

### التشرّد
يُعثرُ على بعض الأفراد الشاردة من هذا النوع بأوروبا في أحيانٍ قليلة، فعلى سبيل المِثال اكتُشفَ فردٌ منها في جزر سيلي التابعة للمملكة المتحدة في شهر أكتوبر من عام 1987.

## السلوك

### العلاقة مع بني الجنس والأنواع الأخرى
هذه السمَّان طيورٌ انفراديَّة في العادة، لكنَّها تُشكِّلُ أسرابًا مُختلطة الأنواع في بعض الأحيان خلال الشتاء. تتراوح مساحة حوز تفريخها بين 800 و8000 متر مُربَّع على الأقل، وهي تُعشش ضمن نطاقها، وتقتات على ما تتيحه لها من مصادر الطعام. تدافع بعض السمَّان عن حوزٍ مُخصص للاقتيات خلال الشتاء. تسوّي الطيور منازعاتها الاقليميَّة دون اللجوء إلى العنف الجسدي، فتكتفي بالتغريد الصاخب لإعلان نفوذها وسيطرتها على منطقة معينة، لكن الآية تنعكس عندما تدافع الطيور عن أعشاشها أو فراخها، حيث لوحظت وهي تتقاتل بقوائمها وتنقر خصومها. أمَّا عند مجابهتها الضواري، فإنَّها تضربها بجناحيها وذيلها، وتنصب ريش رأسها لإجفالها، وفي أحيانٍ قليلة ترتفع في الهواء وتنقض عليها وتمعنها نقرًا.
لوحظت هذه الطيور أيضًا وهي تنبش أعشاش النمل بغية تهييجها وحثها على مهاجمتها، والهدف من هذا السلوك غير معلوم على وجه اليقين، لكن يُعتقد أنَّها تُقدم عليه للحصول على إفرازات النمل الدفاعيَّة التي ترشّها على ريش الطائر فتقضي على ما فيه من طفيليَّات، أو بهدف تزييت الريش وإبقائه لامعًا.

### الغذاء
بوجه عام يبحث هذا الطائر عن طعامه عند مستوى الأرض، ولكنه يقتنص الحشرات أيضًا من بين أوراق الأشجار. اللافقاريَّات واليرقات قاطنة التربة هي المكوّن الرئيسيّ لغذاء هذه السُمَّان، كما تقتات على الفاكهة في أواخر الصيف، وخلال الخريف، وفي أواخر الشتاء. وفي أحيانٍ قليلة تقتات على الحلازين وصغار السلمندر. تُطعمُ الصغار بالحشرات وبعض الفاكهة. بعد انتهاء موسم التفريخ وقبل الشروع في الهجرة، تتحوَّل السُمَّان إلى الاقتيات على الفاكهة الغنيَّة بالدهون، فتبتلع حبوبها كاملة، أمَّا في الصيف فتقتات على الحشرات بصورةٍ مُستمرَّة لتأمين حاجتها من الأيض.

### المُفترسات
البيوض والفراخ عرضةً لافتراس الصيدنانيَّات، والرَّاكونات، والقيقان الزرق، والزيغان الأمريكيَّة، وأفاعي الجرذان السوداء، وشحارير البقر بُنيَّة الرأس، والسوَّاديَّات المألوفة، والسناجب الطائرة الجنوبيَّة، والسناجب الرماديَّة الشرقيَّة، وبنات عرس الصغرى، والفئران بيضاء الأقدام، والقطط المستأنسة، والبومات القرناء الكبيرة، والبيزان المخططة. أمَّا البوالغ فتفك بها البيزان والبوم.

### التفريخ

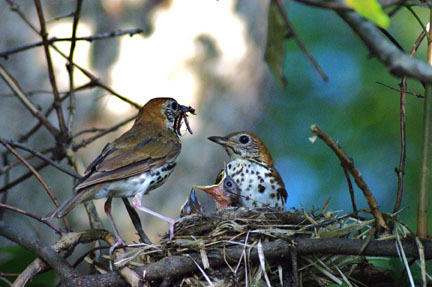
زوجان مُعششان من ولاية پنسلڤانيا الأمريكيَّة.

سُمَّان الغياض طيورٌ أحادية الشريك، يكتفي الفرد منها بشريكٍ واحد فقط. تبدأ الأزواج بالتودد إلى بعضها منذ أواسط أبريل وحتى بواكر مايو، وفي العادة تستمر طيلة الموسم. مُعظم السمَّان تُفرخ مع شريكٍ جديد في كل موسم تناسل، فهي بهذا أحادية الشريك موسمبًّا، ولم يُلاحظ العلماء أي جماعٍ بين أليفان غير مقترنان.
تصل بعض ذكور سُمَّان الغياض إلى أراضي التفريخ قبل عدَّة أيَّام من وصول الإناث، وبعضها الآخر يصل مع الإناث في ذات الوقت، فتنشأ أحوازًا خاصَّة بها تتراوح مساحتها بين 0.08 إلى 0.8 هكتارات (ما بين خُمس فدَّان إلى فدَّانان). تُحلِّقُ الأنثى صامتةً في حلقات على ارتفاع يتراوح بين 1 و1.8 أمتار (3.3–5.9 أقدام)، ويُلاحقها الذكر متوددًا، ويتكرر التحليق على هذا المنوال ستَّة مرَّات أو أكثر. يجثم الزوجان سويًّا ويُطعم أحدهما الآخر بين كل تحليقين. يشرعُ الذكر في التغريد عند الفجر والغسق بعد بضعة أيَّام من وصوله إلى أراضي التفريخ، وفي بداية الموسم تُلاحظ الذكور وهي جاثمة تُغنّي من على فروع أعلى الأشجار، ومع مرور الموسم تأخذ بالتغريد من المجاثم الأقصر والأقل ارتفاعًا. تبدأُ هذه الطيور يومها بالتغريد على الدوام، وتزداد حدَّة غنائها قبل شروق الشمس بقليل. يُمكنُ سماع الذكر وهو يُغرِّد أثناء النهار، لكن الوقت الأفضل لسماعه يبقى عند الغسق. ينتهي موسم التغريد هذا بحلول أواخر شهر يوليو.
عادةً تختار الأنثى موقع التعشيش، وتتولّى بناء العش بنفسها. على أنَّ بعض الباحثين يُشير إلى أنَّ للذكر دورٌ بارز في اختيار موقع العش، حيث لوحظت عدَّة ذكور وهي تجثم في موقعٍ مُعيَّن وتُغرِّد ثم تأتي الأنثى وتبدأ بتشييد العش في ذاك الموقع. ويرد آخرين على هذا الافتراض أنَّ الأنثى يبقى لها القول الفصل في انتقاء المكان، فكثيرًا منها لا يستجيب لنداء الذكر، بل تبني عشها في الموقع الذي فضَّلته. يُشيَّد العش داخل أجمة أو بين أوراق أشجار كثيفة تخفيه عن عيون الضواري وتؤمن للفراخ ظلًا يقيها الحر. والعش عِبارة عن كأسٍ ضخمة من الأوراق الميتة والطحالب والجُذيرات، ويُبطَّن بالطين، وغياب العُشب منه يُميزه من عش أبي الحنَّاء الأمريكي. في الأغلب توضع بين مواد القاعدة قطعة من الورق الأبيض أو من القماش. يُشيَّدُ العش على إحدى فروع الأغصان الأفقيَّة، ولا يستعمله الزوجان أكثر من موسمٍ واحد. يُنتج الزوج في العادة فقستان خلال الموسم، على أنَّ عددًا منها يُنتج ما بين ثلاثة إلى أربعة فقسات قبل أن ينجح في رخم أحدها. تضع الأنثى ما بين بيضتان إلى أربع بيضات زرقاء باهتة بُعدَّل بيضة واحدة خلال اليوم، وتحضنها لفترةٍ تتراوح بين 11 إلى 14 يومًا، بمُعدَّل 13 يومًا. تفقس الصغار عارية وعمياء وعاجزة كليًّا عن إعالة نفسها، كما هو حال باقي أنواع العصفوريَّات. تحضن الأنثى فراخها خلال الأيام الأربعة الأولى من الفقس، ويتناوب كِلا الأبوين على إطعام الفراخ وإزالة حويصلات البراز من العش. تبدأ الصغار بالتريُّش (تكتسي بالريش) خلال فترةٍ تمتد بين 12 و15 يومًا من الفقس، لكن والديها يستمران برعايتها حتى تصبح مستقلة تمامًا وتُغادر حوز أبويها عندما يتراوح سنها بين 21 و31 يوم.
تصبح الفراخ قادرةً على التناسل بحلول الصيف التالي من عمرها. تضع أغلب الإناث بيوضها لأوَّل مرَّة خلال أواسط مايو، لكن الإناث الأكبر سنًا تبدأ قبل ذلك بفترة. تحاول الأزواج إنتاج فقسةٍ أخرى قبل حلول أواخر يوليو، بحيثُ تُريّش آخر فراخها بحلول أواسط أغسطس. حوالي نصف الأزواج البالغة من هذا النوع ينجح في تربية حضنة ثانية من الفراخ خلال ذات الموسم.

## حالة الانحفاظ
استحالت سُمَّان الغياض رمزًا لتناقص أعداد طيور الإقليم المداري الجديد الغرّيدة قاطنة شرقي أمريكا الشماليَّة، وذلك بعد أن تناقصت أعدادها بنسبة 43% منذ سنة 1966. يواجه هذا النوع، إلى جانب أنواعٍ أخرى، مخاطر جمَّة تُحدق بأراضي تفريخه بأمريكا الشماليَّة وأراضي إشتائه بأمريكا الوسطى. اسفر تراجع رقعة الغابات في أمريكا الشماليَّة عن ارتفاع نسبة ضغط الضواري على الأعشاش، بالإضافة إلى المتطفلات وفي مقدمتها شحارير البقر بُنيَّة الرأس، مما أدّى إلى انخفاض نسبة التفريخ الناجح. أظهرت دراسة أُجريت من قِبل مُختبر كورنيل لعلم الطيور أنَّ هناك صلة بين الأمطار الحمضيَّة وتراجع أعداد هذه السُمَّان. أدّى استمرار قطع الغابات الرئيسيَّة في أمريكا الوسطى إلى حرمان هذه الطيور من موائل إشتائها المُفضَّلة، مما اضطرَّها إلى اللجوء إلى الموائل الثانويَّة حيث مُعدلات الافتراس والنفوق أعلى. على الرغم من ذلك فإنَّ سُمنة الغياض لا تزال تُصنَّف على أنها غير مُهددة على الإطلاق.